# Камберленд-Сентер (Мен)
Камберленд-Сентер (англ. Cumberland Center) — переписна місцевість (CDP) в США, в окрузі Камберленд штату Мен. Населення — 2739 осіб (2020).

## Географія
Камберленд-Сентер розташований за координатами 43°47′42″ пн. ш. 70°14′36″ зх. д. / 43.79500° пн. ш. 70.24333° зх. д. (43.795001, -70.243347).  За даними Бюро перепису населення США в 2010 році переписна місцевість мала площу 10,97 км², з яких 10,96 км² — суходіл та 0,01 км² — водойми.

## Демографія
Згідно з переписом 2010 року, у переписній місцевості мешкало 2499 осіб у 928 домогосподарствах у складі 726 родин. Густота населення становила 228 осіб/км².  Було 959 помешкань (87/км²).
Расовий склад населення:
| - 97,6 % — білих - 0,5 % — чорних або афроамериканців - 0,5 % — азіатів - 0,4 % — корінних американців - 0,1 % — вихідців з тихоокеанських островів |

До двох чи більше рас належало 0,7 %. Частка іспаномовних становила 1,0 % від усіх жителів.
За віковим діапазоном населення розподілялося таким чином: 28,5 % — особи молодші 18 років, 58,3 % — особи у віці 18—64 років, 13,2 % — особи у віці 65 років та старші. Медіана віку мешканця становила 44,6 року. На 100 осіб жіночої статі у переписній місцевості припадало 90,8 чоловіків;  на 100 жінок у віці від 18 років та старших — 86,4 чоловіків також старших 18 років.
Середній дохід на одне домашнє господарство  становив 168 746 доларів США (медіана — 122 569), а середній дохід на одну сім'ю — 191 578 доларів (медіана — 126 278). За межею бідності перебувало 4,4 % осіб, у тому числі 7,3 % дітей у віці до 18 років та 5,1 % осіб у віці 65 років та старших.
Цивільне працевлаштоване населення становило 1369 осіб. Основні галузі зайнятості: освіта, охорона здоров'я та соціальна допомога — 31,1 %, фінанси, страхування та нерухомість — 19,9 %, роздрібна торгівля — 16,6 %.